# Chavannes-sur-l’Étang
Chavannes-sur-l’Étang – miejscowość i gmina we Francji, w regionie Grand Est, w departamencie Górny Ren.
Według danych na rok 1990 gminę zamieszkiwały 374 osoby, 62 os./km².